# Igreja (canção)
"Igreja" é um single da banda brasileira Titãs, o quinto a ser lançado do disco Cabeça Dinossauro, em 1987.
Em 1988, durante um especial da TV Globo, a canção foi executada pela banda com participação especial de Caetano Veloso nos vocais.

## Composição
Segundo o baixista e vocalista Nando Reis, autor solitário da faixa, ela foi composta em um violão de nylon na casa de sua mãe, no distrito de Butantã, em São Paulo, em protesto à censura ao filme Je vous salue, Marie, de Jean-Luc Godard:  "[...] houve um boicote contra o filme e o Roberto Carlos, de quem eu sou fã incondicional, escreveu algo apoiando o boicote. Aquilo, de certa forma, ia contra os meus ideais, a questão da liberdade. Isso me motivou a escrever essa música."
Na época do lançamento do disco, Nando afirmou:
| “ | Eu tive uma educação católica, estudei em colégio de freiras, e por isso mesmo tenho até uma boa raiva da Igreja, não confio nela. Ela é uma instituição organizada que, em alguns momentos políticos, tem uma posição muito digna - mas não é disso que estou falando na música Igreja. Religiosidade é uma coisa que eu perdi totalmente. Não acredito em Deus. Não rezo. | ” |

## Percepções dos membros
Foi uma das últimas canções a entrar no disco e provocou discórdia entre os próprios membros - o vocalista Arnaldo Antunes, a princípio, não queria gravá-la e chegou a deixar o palco em algumas ocasiões em que ela foi apresentada ao vivo. Na reunião de discussão do repertório do disco, realizada no apartamento do vocalista Branco Mello, Paulo Miklos também se opôs à inclusão da faixa, mas mudou de ideia após executá-la nos shows.
Arnaldo, por sua vez, afirmou que "a música está contra a instituição da Igreja, mas ao mesmo tempo tenho um problema, para mim é difícil cantar que não tenho religião, porque tenho. E a Igreja deu grandes colaborações à história do homem, à arte, vê só o Botticelli". Em outra entrevista, ele disse que o que realmente o incomodava era "essa coisa de ter qualquer certeza. Nunca tive uma certeza religiosa e também não tenho do ateísmo". Eventualmente, ele voltou a se juntar aos companheiros para cantar a faixa "porque também não era para virar uma bandeira". Segundo Nando, foi após o show com Caetano que Arnaldo voltou a cantar a música com eles.

## Créditos
Conforme encarte do Cabeça Dinossauro:
- Nando Reis - vocais
- Arnaldo Antunes - vocais de apoio
- Branco Mello - vocais de apoio
- Sérgio Britto - vocais de apoio
- Marcelo Fromer - guitarra solo
- Tony Bellotto - guitarra base
- Paulo Miklos - baixo[4]
- Charles Gavin - bateria